# Trifels-Schichten

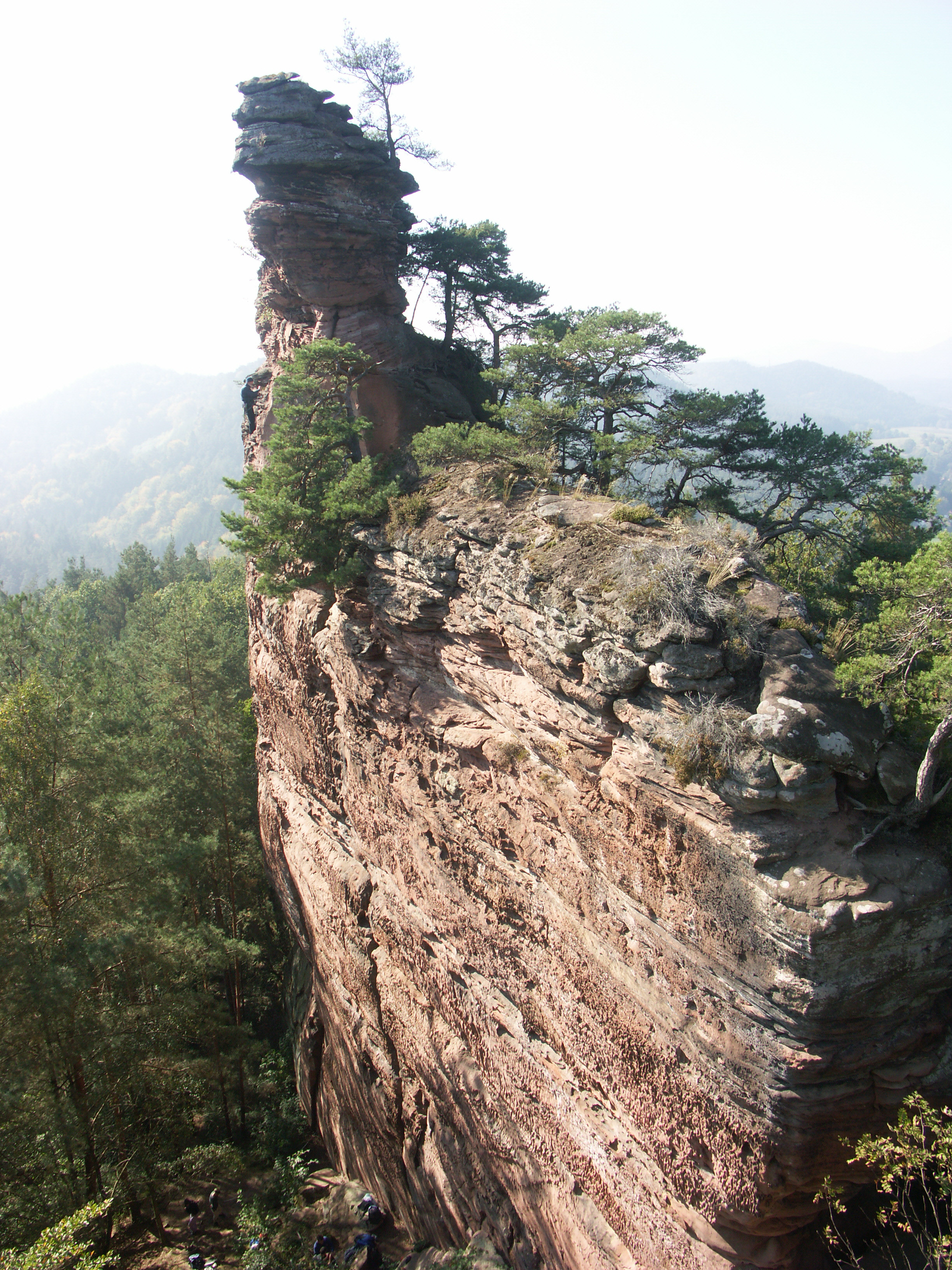
Trifels-Schichten am Pferchfeldturm, Bärenbrunner Tal

Die Trifels-Schichten sind eine Gesteinsschicht innerhalb des Pfälzerwaldes.

## Charakteristika
Diese kompakten, vorwiegend fluviatil entstandenen Gesteinsschichten in einer Mächtigkeit von bis zu 145 Metern, die nach dem Felsenriff auf dem Burgberg des Trifels bei Annweiler benannt sind, bestehen aus violett bis hellrot gefärbten schräggeschichteten mittel- und grobkörnigen Sandsteinen, die im Korngefüge kieselig gebunden sind und daher eine besondere Festigkeit besitzen. 

## Vorkommen
Sie nehmen vor allem im nordwestlichen und südlichen Teil des Pfälzerwaldes einen größeren Raum ein und bilden dort seine Oberfläche. Im Mittleren Pfälzerwald ist diese Gesteinsfolge aufgrund ihrer Schrägstellung hauptsächlich in den östlichen Regionen zwischen Frankenweide und Rheingrabenrand anzutreffen, wobei sie vor allem in Tälern und Seitenhängen bis in mittlere Höhen aufgeschlossen ist.
Eine besondere Bedeutung kommt den Trifels-Schichten im südöstlichen Pfälzerwald zu. Hier bilden sie aufgrund ihrer Härte zusammen mit den Rehberg-Schichten die oft kegelförmigen Bergformen des Wasgaus, die zwischen den Verebnungsflächen des Rotliegend und Zechsteins emporragen und häufig bizarre Felsgebilde tragen (siehe genauer Abschnitt Berge).